# Liubov Shevtsova
Lyubov Shevtsova (em russo:  Любовь Шевцова; Izvaryne, 8 de setembro de 1924 – Rovenky, 9 de fevereiro de 1943) foi uma partidária soviética e membro da Guarda Jovem, uma organização secreta antinazista em Krasnodon durante a Segunda Guerra Mundial.

## Início da vida
Shevtsova nasceu em Izvaryne, distrito de Krasnodon, em 24 de setembro de 1924, filha de uma família russa operária. Seu pai havia lutado na Primeira Guerra Mundial e na Guerra Civil Russa ao lado do Exército Vermelho; sua mãe trabalhava em um hospital de campanha como enfermeira. Sua família se mudou dentro dos limites da cidade de Krasnodon em 1927, onde se formou em sete séries antes de se matricular em uma escola de teatro em Rostov. No entanto, a invasão alemã da União Soviética começou logo depois que ela se candidatou.

## Atividades partidárias
Logo após o início da guerra, Shevtsova passou por breves aulas de enfermagem e tentou se alistar como enfermeira no Exército Vermelho, mas foi rejeitada por ser jovem demais na época. Então ela se juntou ao Komsomol em fevereiro de 1942 e, após a recomendação do Comitê Distrital de Voroshilovgrad, começou a treinar para se tornar uma operadora de rádio para a Guarda Jovem em abril. Depois de concluir o curso e fazer um juramento de lealdade, ela começou a transmitir informações coletadas pelos partidários ao Centro de Inteligência do Exército Vermelho.
Ela também participou da divulgação de panfletos, ajudou os prisioneiros de guerra soviéticos a se esconder dos alemães e participou da queima do prédio da Bolsa de Valores, que continha documentos com nomes de pessoas que seriam deportadas e forçadas a trabalhar duro para a Alemanha. Em 8 de janeiro de 1943, Shevtsova foi presa como uma operadora sem fio. Os membros da Guarda Jovem haviam sido traídos e todos eles também foram presos. A Gestapo torturou-a para descobrir os códigos de transmissão, aparentemente sem sucesso, e a executou em 9 de fevereiro, com a idade de 18 anos.

## Reconhecimento
Em 13 de setembro de 1943, Shevtsova foi declarada postumamente uma Heroína da União Soviética. Destacamentos de jovens pioneiros, ruas e navios foram nomeados em sua honra e memoriais foram dedicados à sua memória.